# Orlando Dos Santos Costa

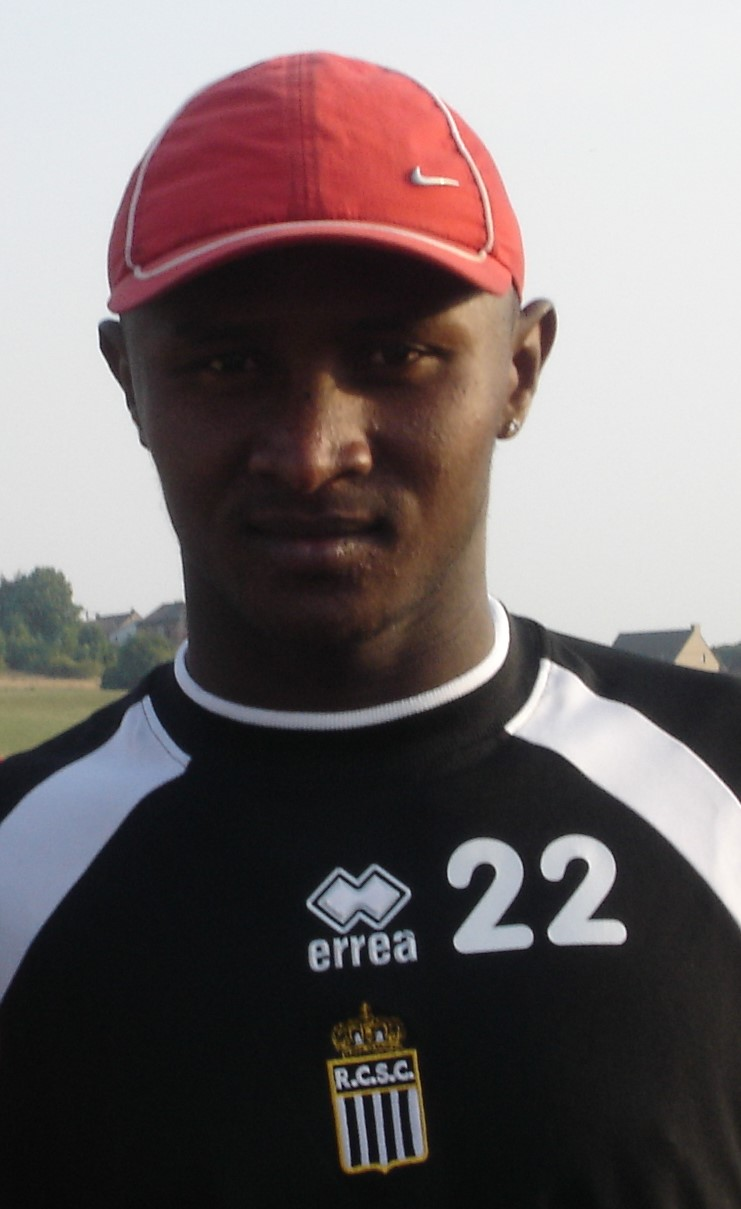
Orlando Dos Santos Costa

Orlando Costa Dos Santos (26 februari 1981) is een Braziliaanse voetballer die op uitleenbasis uitkomt voor Panthrakikos. Hij is een spits, maar kan ook als linksachter gebruikt worden. Op 31 januari 2010, de laatste dag van de wintertransfermarkt, deden Charleroi en Genk een spelerswissel. Genk huurde Orlando voor zes maanden, terwijl Moussa Koita het seizoen afmaakte bij Charleroi. Na afloop van het seizoen keerden ze terug naar hun clubs. In januari 2011 verhuurde Sporting Charleroi hem aan het Griekse Panthrakikos.

## Jeugdclubs
- 1998-2002: AD São Caetano  Brazilië
- 2002-2003: Ponte Preta  Brazilië
- 2003-2004: AD São Caetano  Brazilië

## Profcarrière
| Seizoen | Club                      | Land        | Competitie         | Wedst | Goals |
| ------- | ------------------------- | ----------- | ------------------ | ----- | ----- |
| 2004    | Caxias Futebol Clube      | Brazilië    | Série B            |       |       |
| 2004/05 | Sporting Charleroi        | België      | Eerste klasse      | 30    | 6     |
| 2005/06 | Sporting Charleroi        | België      | Eerste klasse      | 30    | 2     |
| 2006/07 | Sporting Charleroi        | België      | Eerste klasse      | 32    | 4     |
| 2007/08 | Sporting Charleroi        | België      | Eerste klasse      | 24    | 2     |
| 2008/09 | Sporting Charleroi        | België      | Jupiler Pro League | 17    | 0     |
| 2009/10 | Sporting Charleroi        | België      | Jupiler Pro League | 8     | 0     |
| 2009/10 | KRC Genk (uitgeleend)     | België      | Jupiler League     | 4     | 1     |
| 2009/10 | KRC Genk (uitgeleend)     | België      | Play-Off II B      | 3     | 0     |
| 2010/11 | Sporting Charleroi        | België      | Jupiler Pro League | 16    | 1     |
| 2010/11 | Panthrakikos (Uitgeleend) | Griekenland | Beta Ethniki       | 0     | 0     |
| 2011/12 | Caxias Futebol Clube      | Brazilië    | Série B            | 5     | 2     |
|         |                           |             | Totaal             | 168   | 18    |